# California State Route 14
Pour les articles homonymes, voir Route 14.
La California State Route 14, dont une partie est nommée l'Antelope Valley Freeway, est une route de l'État de Californie, aux États-Unis. Orientée nord-sud, elle se situe en grande partie dans le désert des Mojaves et relie l'Interstate 5 vers Santa Clarita aux banlieues de Los Angeles Granada Hills et Sylmar.